# Live Squad
Live Squad é um grupo de Hip hop novaiorquino. Os membros do grupo é Stretch, Majesty, K-Lowe, Biggy Smallz.(Não confunda Biggy Smallz com rapper de New York The Notorious B.I.G.).

## Inicio
O grupo assinou com a Tommy Boy Records, em 1991. umas das musicas sucesso foi a Murderahh!/Heartless gravada em 1992. antes de ser descartado ser muito hardcore em 1993. a musica apareceu em numerosos álbuns e filmes. Stretch membro do grupo foi morto a tiros em 30 de novembro de 1995. Majesty membro do grupo e co-proprietário da gravadora Grand Imperial Records com o rapper E-Moneybags. E-Moneybags foi morto a tiros em 16 de julho de 2001.

## Discografia
- "Murderahh/Heartless" single (CD, cassete e vinil);
- "Game of Survival/Pump For a Livin" single;
- "Game of Survival" (DVD + CD da trilha sonora)
- "Murderahh/Heartless" (Single disponível apenas em vinil).
- Another Memory (Não-Lançada)